# 삼체 문제

삼체 문제(三體問題, three-body problem)는 세 개의 물체간의 상호작용과 움직임을 다루는 고전역학 문제이다.

## 역사
삼체문제는 태양·지구·달 세 천체의 궤도에 대한 물음에서 시작되었다. 아이작 뉴턴은 그의 저서 프린키피아에서 세 개의 물체가 중력을 주고 받으며 움직이는 경우에 대해 다루었다. 이후 프랑스의 수학자 장 르 롱 달랑베르와 알렉시스 클레로(Alexis Clairaut)는 적절한 근사를 이용한 삼체문제의 해결법에 관한 논문을 1747년에 프랑스 과학 아카데미에 발표하였다. 그 밖에, 피에르시몽 라플라스와 조제프루이 라그랑주 등도 삼체 문제를 연구하였다. 1890년에 앙리 푸앵카레는 삼체문제의 일반해를 구하는 것은 불가능하다는 것을 증명하였는데, 이는 훗날 혼돈 이론의 모태가 되었다.

## 같이 보기
- 이체 문제
- 다체 문제
- 라그랑주 점

## 참고 문헌
- Chenciner, Alain (2007). “Three body problem”. 《Scholarpedia》 2 (10): 2111. doi:10.4249/scholarpedia.2111.
- Gutzwiller, Martin C. (1998). “Moon-Earth-Sun: The oldest three-body problem”. 《Reviews of Modern Physics》 70 (2): 589–639. doi:10.1103/RevModPhys.70.589.
- Mauri Valtonen, Hannu Karttunen (2006). 《The Three-Body Problem》. Cambridge University Press. doi:10.1017/CBO9780511616006. ISBN 9780521852241.
- Marchal, Christian (1990). 《The Three-Body Problem》. Amsterdam: Elsevier Science. ISBN 0444874402.